# The Tree's Knees
Pour plus de détails, voir Fiche technique et Distribution.
The Tree's Knees est un dessin animé de la Warner Bros. Pictures, dans la série des Bosko (Looney Tunes), sorti en 1931.
Il a été réalisé et produit par Hugh Harman et Rudolf Ising. De plus, Leon Schlesinger est crédité comme producteur associé.

## Fiche technique
- Titre original : The Tree's Knees
- Réalisation : Hugh Harman et Rudolf Ising
- Producteurs : Hugh Harman, Rudolf Ising et Leon Schlesinger
- Musique : Frank Marsales
  - Musique de fond : Dancing with Tears in My Eyes de Joe Burke (1930)
  - Trees de Oscar Rasbach
  - Rock-a-Bye Baby de Effie I. Canning
  - Here We Go Round the Mulberry Bush (traditionnel)
- Production : Leon Schlesinger Studios
- Distribution : Warner Bros. Pictures
- Durée : 7 minutes
- Format : noir et blanc - mono
- Langue : anglais
- Pays : États-Unis
- Date de sortie :  États-Unis : août 1931
- Genre : Dessin-animé
- Licence : domaine public[1]

## Distribution

### Voix originales
- Johnny Murray : Bosko